# 秋之回憶 (遊戲)
《秋之回憶》是日本遊戲廠商KID公司在1999年9月30日初發售於Playstation平台上的戀愛冒險遊戲，秋之回憶系列的处女作。副标题为“不可替代的回忆……找到了（かけがえのない想い…みつけた）”。本作品是KID公司的代表作，仅PS版销量就达到4万份左右，在之后的岁月中不断被移植至不同游戏平台、推出各式各样的衍生产品，以“纯爱”特色奠定秋之回忆系列在日本恋爱游戏市场的一席之地，直到该公司破产、品牌开发权转移至5pb.后，依然受到欢迎。

## 历史

### 企划
在本游戏开发之前，KID以移植、代理发行家用机的少女游戏为主业。但随着市场形势的逐渐严峻，KID受到KONAMI、ELF、AQUAPLUS、AliceSoft等老牌恋爱游戏厂商和Key等新兴厂商的夹击，业绩严重下滑，而此时一个严重的隐患也随之暴露：就是此时的KID由于长期负责代理发行的业务，缺乏一个足以立足的原创游戏品牌。
KID为此孤注一掷成立游戏制作组。由于当时的KID在恋爱游戏开发方面属于初出茅庐的水平，尤其是还没有自己的招牌主创，无法与老牌恋爱游戏厂商抗衡，因此KID独辟蹊径，决定从家用机平台开始入手。事实证明这一举措是十分成功的，因为家用机平台禁止色情内容的存在，决定KID在家用机平台上推出的一系列恋爱作品都以不包含赤裸的色情内容，仅以单纯的恋爱剧情吸引人的特点被玩家归类为“纯爱系”。
本作企划之初，因为之前KID的非PC平台原创作品的成功例子过少，公司内部缺乏对此作品的期待，但开发团队对本作充满热情，甚至暂停另外的两个开发线，以背水一战的阵势挑战市场。
KID为了宣传这款堪称救命稻草（事实上如果没有本作，KID当年的财政收入完全可以用“惨不忍睹”来形容）的游戏而不惜重金，甚至使用公共汽车的通体车身广告（后人谑称为“KID公共汽车”）。
最终面市的本作是全游戏系列中与初期设定相比变更较多要素的一款作品。起初的暂名标题为（trauma，创伤），故事带有科幻色彩，彩花和唯笑被设定为真实的姐妹。并且初期还有设定“成泽梦眠”这个角色，后来被删除。

### 上市
1999年9月30日，游戏PS版上市，作为一款新作，本作当年内销量达到近2万份，从销量和评价上均取得了成功。
游戏的舞台与其它恋爱游戏相似，设定在日本的高中。游戏大量采用分段的倒、插叙手法，以主人公三上智也青梅竹马的好友桧月彩花对主人公一起前往游乐园的邀请揭开序幕，但不久这段剧情却戛然而止。在此后主人公的高中生活剧情中彩花不再出现，却不断出现在主人公的回忆中，主人公的往事被一点一点的揭开，吸引玩家不断了解主人公背后的秘密。真相揭开后呈现给玩家的是对“过去”或“未来”的抉择，凭借玩家的个人愿望自行选择，因此没有标准意义上的“BAD END（坏结局）”。
本游戏细腻的心理描写，感人的剧情与深刻的思想内涵给玩家留下许多对“回忆”这一主题进行思考的空间与余地，而没有任何性爱相关的描写更令本作与泛滥的色情恋爱游戏相比独树一帜，在当时恋爱游戏精品竟出的大潮中占得一席之地。游戏的画面及音乐品质与同时代其他作品相比不遑多让，比起KID之前的作品更是大有进步。
对该游戏批判的意见有“前半部分过于冗长”、“不明白选择肢的意义”等。特别是主角的性格过于个性化，使玩家代入感不强。这一点在本作移植到其他机种上时多少做些修正。另外游戏中雾岛小夜美线结局过于仓促好似腰斩，引发玩家不满。
游戏发行大约3个月后，KID发布第一款桌面设定《Memories Off PLUS!》，收录全套的原画设定、游戏CG、Windows系统声音和屏幕保护程序等。由于KID对该资料集信心不足，仅发行3000套，结果一上市就被抢购一空，之后KID才在PC版、DC版上市之后于2001年将该资料集复刻为《Memories Off PLUS α》发行。 

### 作品移植
市场评价的成功直接促使着本作被不断移植至不同平台。2000年3月16日日文PC版开始发行。4月27日，KID在Neo Geo Pocket平台（Color机型专用）推出描写本作主人公初中时代的作品《Memories Off Pure》，游戏可攻略角色为桧月彩花和今坂唯笑。6月29日，DreamCast平台移植版發售。DreamCast版本游戏名为《Memories Off Complete》，因为从该版本开始，合并至之后本作移植發行的所有版本，该版本游戏名中的“Complete”即指此事，其中《Memories Off Pure》被加上语音。7月19日，PlayStation平台的廉价版由Success发行上市，隶属SuperLite 1500系列。
2001年12月20日，北京新天地互动多媒体技术有限公司在中国大陆发行基于DreamCast平台版本《Memories Off Complete》制作的PC简体中文版，开创秋之回忆系列在大中华地区正式发行的先河。发行商根据游戏剧情，将中文名确定为《秋之回忆》，从此该译名成为整个游戏系列的官方中文译名（虽然后面的大部分续作和“秋天”相差甚远）。由于其时绝大多数中國玩家尚无法接受此类游戏类型，再加上代理商的制作品质出现一些问题（翻译不准确，程序内部出错等），本作在中國的销量终以惨淡收场。
独立的韩文与繁体中文PlayStation 2版本分别于2002年12月12日与2003年3月6日发行，韩国由Mdream、港台地区由智冠科技发行（原代理制作方为台灣帝技爺如，后被智冠科技收购）。本作成为秋之回忆系列中唯一在韩国发行韩文版的作品。而在日本，本游戏与续作《Memories Off 2nd》整合成为《Memories Off Duet》，于2003年3月27日初移植发行至PlayStation 2平台。从这一版本开始，里面整合的《Memories Off Pure》进行修改，并新增可攻略角色伊吹美奈裳。PC繁体中文版于2003年7月2日上市，代理由负责发行PS2繁体中文版的智冠科技负责。
PlayStation Portable版本由KID倒闭后接手秋之回忆系列开发工作的5pb.公司移植，2008年5月29日发售。该版中新收录电子小说《After Story》（继承游戏中的唯笑TRUE结局展开）。
2009年9月1日，由M-trix公司负责移植发行的iPhone/iPod Touch版开放下载。2010年2月10日，官方繁体中文版开放下载，采用新天地互动多媒体的汉化文本。

### 影响
本作堪称KID“纯爱系”游戏的开山鼻祖，奠定秋之回忆系列之后的开发方向、方针。围绕秋之回忆这一系列目前合计已经推出七款正作和数款外传，以及不计其数的衍生产品，成为日本恋爱游戏界少见的游戏品牌常青树。
游戏的成功一定程度上挽救当时财政低迷的KID。而游戏制作组中的许多成员（如编剧打越钢太郎、人物设计佐佐木睦美、作曲阿保刚等）当时都是初次担当一款独立原创游戏作品的主创，并凭借本作的成功开始崭露头角。

## 故事简介
主人公三上智也是澄空学园的高二学生。他的父亲在外地工作，母亲也在外地陪伴父亲。虽然他和青梅竹马的今坂唯笑认识已经超过10年，不过并没有朋友以上的关系。
智也有着令人心酸的过去。他的另外一个青梅竹马，也是对他来说无法替代的女友桧月彩花在一次意外中不幸身亡。智也没有从她死後到自己恢复正常那段时间的记忆。即使已经过去3年，只要一想到深爱着彩花的死，智也的意识也会变得模糊。因为，智也一直都将彩花的死归咎于己：如果没有打那个电话约彩花出来……
眨眼到了高中二年级。秋季到来之际，在智也身边出现性格开朗而善于交际的转校生音羽香。在她之前一个月转入的，和他人保持距离的双海詩音。在電車上认识的学妹伊吹美奈裳。代替腰痛休息的母亲打理小卖部的霧島小夜美。除此之外，还有两位童年玩伴。以期中考试为契机，智也发现这些女孩中的一个正在逐渐叩响自己封闭的内心……

## 登場人物
参照：秋之回忆系列登场人物
三上智也（Mikami Tomoya，配音：绿川光/内野一（早期广播剧CD））
本遊戲的主角（玩家视角），平日不重视学习，为人吊儿郎当。因对已故的彩花念念不忘，一直封闭着自己的内心。6月16日出生。
檜月彩花（Hizuki Ayaka，配音：山本麻里安）
智也的青梅竹馬之一兼前女友，三年前發生車禍而過世。学习优秀，为人稳重，厨艺一流。12月7日出生。
今坂唯笑（Imasaka Yue，配音：那須惠）
智也的青梅竹馬之一，性格天真烂漫，十分单纯，很喜歡貓。很容易被智也随口编的谎话和零食一类的东西哄骗。初中时代时和彩花一样喜欢智也，但没有表明。而后在智也陷入彩花離去的悲傷時，幫智也從悲傷中解脫出來。与《秋之回忆2》中的白河萤在初中时代相识。7月12日出生。
音羽香（Otowa Kaoru，配音：田村由香里）
智也班上10月新轉來的轉學生，性格开朗坦率。原来有一个大她五岁的男友。3月20日出生。
雙海詩音（Futami Shion，配音：利田優子）
智也班上9月從秘鲁回來转入澄空学园的轉學生，有四分之一的外國血統。父亲是著名的考古学家，母亲已去世。性格十分冷淡以至于难以接近。因为喜歡讀書的喜好，担当學校圖書館管理员。很喜歡喝紅茶，同時對紅茶的品質要求非常嚴格。与《秋之回忆2》中自家开书店的寿寿奈鹰乃关系不错。2月3日出生。
因为担任CV的利田于2004年引退，在Memories Off After Rain开发时KID社考虑到BBS上玩家的呼声之后决定后续作品中不变更CV而是采取在诗音登场时不使用配音的方式，直到正作的第八作告别回忆 -无垢少女-。
伊吹美奈裳（Ibuki Minamo，配音：河合久美）
彩花的表妹。智也的學妹，喜歡繪畫，隶属于美术部。身体孱弱，經常進出醫院。对落叶有特殊的喜爱。憧憬《伊势物语》中在原业平一般的热恋。1月20日出生。
霧島小夜美（Kirishima Koyomi，配音：淺野琉璃）
代替腰受傷的母親在學校購買部担任售货员。喜欢制作“香蕉纳豆面包”、“榴莲面包”等个性十足的面包种类。千羽谷大学經濟系的大学生，但超級不會計算，售货时也常常搞错找零。与《秋之回忆2》中的白河静流是好友兼同学。5月3日出生。
稻穗信（Inaho Shin，CV：間島淳司）
智也的好友、恶友。与智也是同班同学。和唯笑关系也不错，作品中显出对唯笑的好感。曾经在学园祭上与智也一起设计制作“蟋蟀刨冰”一类的恶趣味食品，令《秋之回忆2》中的男主角伊波健誤食。1月4日出生。
此为間島淳司的初配音作品。

## 基本游戏系统

《秋之回忆》中的选择肢Q版人物提示

本游戏与一般的日系恋爱冒险游戏相似，采用背景+人物图片+文字+配音（男主角及配角没有配音）的基本游戏系统，游戏过程中可以随时存、读档，遇到某些事件会显示出特别绘制的人物CG。游戏中出现的CG、背景音乐在游戏后可另外查看、聆听，也可查看自己的游戏完成度。游戏过程中可以执行快进功能以快速进行剧情。
游戏的一大特色是存在“Q版人物提示”，在系统设置中打开此系统后，大部分影响角色好感度的选择肢都会出现增加或减少好感度的Q版人物提示。不过由于某些选择肢除了影响角色好感度之外还起到改变剧情走向的作用，一味地按照提示游戏会有可能无法达到自己期望的结局。
PSP版游戏移植时采用《秋之回忆：从今以后》的游戏引擎，附带剧情记录、标记系统，游戏过程中可以随时调出游戏历史以查看前面一段时间内进行过的剧情（文本、对话、选择肢、配音）。对已经经历过的剧情文本，在查看游戏历史时会以灰色标记，而未经历过的剧情，则以白色显示。在游戏中遇到选择肢时，也会以灰色和白色区分已执行过和未执行过的选择肢。如果在游戏设置中选择“只快进已读文本”，就可以在执行快进时避免对未经历剧情的错过。为了适应PSP的宽屏幕，对游戏中显示的CG进行裁剪，但在相册查看模式里可以查看原始尺寸的CG。

## 主題曲
游戏启幕曲（PS、PC、DC版无）、OVA片头曲
- （勇气之翼）

作詞、作曲、編曲：志倉千代丸/演唱：山本麻里安
游戏闭幕曲
- 《This may be the last time we can meet》

作詞：あきづきかおる/作曲：加藤英彥/編曲：Sunflower/演唱：山本麻里安
《Memories Off Pure》闭幕曲、OVA片尾曲
- （温柔的星座）

作詞、作曲：志倉千代丸/編曲：磯江俊道/演唱：KAORI
PSP版游戏标题曲（Title）
- （永远的记忆）

作詞：彩音/作曲、編曲:Tatsh/演唱: 彩音

## OVA
由本作改编而成的OVA，共三卷，由SCITRON DIGITAL CONTENTS发行，每卷30分钟左右，同时发行DVD光盘与VHS录像带两个版本。
本OVA在剧情上基本忠实于原作，但动画品质低劣，作画崩坏严重。制作该OVA的动画公司是在1998年因的作画崩坏事件而失去投资商信任，当时已濒临倒闭的E&G FILMS。
各卷列表：
- （永無止盡的雨～唯笑篇～）

2001年11月21日发售。
- （假面之心～诗音篇～）

2001年12月19日发售。
- （黃金之海～美奈裳篇～）

2002年1月23日发售。

### 制作人员
- 原作：KID
- 人物原案、监修：佐佐木睦美
- 执行制片人：张江肇、斋藤孝司、荻原攷司、大野善宽
- 制片人：木谷奈津子、关口贤
- 人物设定、作画总监：中井准
- 作画监督：松下纯子
- 责任编辑：田熊纯
- 音响监督：千叶繁
- 音响制作：SCITRON DIGITAL CONTENTS
- 动画制作：E&G FILMS
- 导演：よこた和（第1卷）→岡崎ゆきお（第2-3卷）[17]

### OVA主题曲
OVA的片头曲采用，片尾曲采用，曲目主创人员请参照“主题曲”一栏。

## 相關作品
以下列举上文中未提及的衍生作品。

### 遊戲
- Memories Off Festa

WonderSwan Color軟體，於2001年3月8日發售。登场人物的Ponjan游戏。

### CD
SCITRON DIGITAL CONTENTS发行。
- （Memories Off）

1999年12月18日发行，游戏原声带。
- （Memories Off 广播剧CD）

2000年5月4日发行。
- （Memories Off Maxi Single Collection）

游戏印象歌系列单曲CD，共6张。

2000年12月6日发行，主打曲目为（近与远）。

2001年1月11日发行，主打曲目为（雨天的回忆）。

2001年3月7日发行，主打曲目为（眩目的光）。

2001年3月7日发行，主打曲目为（Thank you Boy～夏天的侧脸）。

2001年4月11日发行，主打曲目为（雨何时会停？）。

2001年5月9日发行，附带容纳全套CD的礼盒，主打曲目为（为了成为星）。
- （Memories Off Complete Box）

2001年7月4日发行，游戏印象歌的限定版CD集合，5碟装，附带特制礼盒。
- （Memories Off OVA Sound Collection+α!!）

2002年3月20日发行，OVA背景音乐的CD集合，2碟装。

### 小説
以下三本小说由日暮茶坊（本作编剧之一）写作，Enterbrain出版，隶属于Fami通文库。
- （Memories Off～回忆的点滴～） ISBN 4-7577-0048-2

2000年6月发行。讲述游戏时间半年前，主角三上智也决定在学园文化祭上开一个咖啡馆，拖上青梅竹马的唯笑、学妹美奈裳与好友信。随着计划一步步进行，智也又开始忆起悲伤的往事。
- （Memories Off～Annivesary～） ISBN 4-7577-0369-4

2001年3月发行。讲述彩花与唯笑一起前往探望住院的美奈裳，三个人在谈论恋爱有关的话题时不约而同地转向了主角三上智也，由此引发的一系列故事。
根据后记，上述两本属于Another Story。更接近是平行世界的故事。
- （Memories Off～Concerto～） ISBN 4-7577-1207-3

2002年11月发行，描写《秋之回忆2》中的白河萤归国后的故事，涉及《秋之回忆》、《秋之回忆2》两部作品各角色的未来去向。
根据日暮茶坊主页上的说法，这本糅合了他另外几部作品以及渡边阳一的  ISBN 978-4-8402-2004-0中的设定，但没有完全沿用Bridge小说版中设定。一共有三篇后续故事，分别是萤篇、唯笑篇以及只存在Bridge广播剧企划案上的音羽香篇。
以下小说由金卷友子（金巻ともこ）写作，JIVE出版，隶属于JIVE CHARACTER NOVELS系列。
- （Memories Off 双海诗音篇） ISBN 4-86176-092-5

2005年3月发行，讲述本作人物双海诗音与主角三上智也之间的故事，内容上是诗音路线的诗音视角。

### 漫畫
Enterbrain出版。
- （Memories Off Visual Comic Anthology） ISBN 4-7577-0143-8

### 设定集及其他
- （Memories Off Visual Fan Book） ISBN 4-7577-0062-8
- （Memories Off Complete with Pure~Festa 設定解説Fan Book） ISBN 4-89814-272-9

这本设定集中多位主人公们的后续和后来的设定不同，采用了早期广播剧的设定。